# هوسمانشتاتن
هوسمانشتاتن (به آلمانی: Hausmannstätten) یک منطقهٔ مسکونی در اتریش است که در گراتس اومگبونگ واقع شده‌است. هوسمانشتاتن ۶٫۷۹ کیلومتر مربع مساحت دارد ۳۴۲ متر بالاتر از سطح دریا واقع شده‌است.

## خواهرخوانده
شهر Pécsvárad خواهرخواندهٔ هوسمانشتاتن هست.